# Yreka
Yreka är en stad (city) i Siskiyou County, i delstaten Kalifornien, USA. Enligt United States Census Bureau har staden en folkmängd på 7 697 invånare (2011) och en landarea på 25,8 km². Yreka är huvudort i Siskiyou County.